# 库久
库久（Kuju），是印度贾坎德邦Hazaribag县的一个城镇。总人口18049（2001年）。

## 人口
该地2001年总人口18049人，其中男性9823人，女性8226人；0—6岁人口2773人，其中男1434人，女1339人；识字率60.18%，其中男性为68.62%，女性为50.10%。